# 이동녕 (핵물리학자)
이동녕(李東寧, 1927년 7월 22일 ~ )은 대한민국의 핵물리학자이다. 본관은 우봉, 호(號)는 산은(汕隱). 경성부 태생으로 사학자 이병도의 넷째 아들이다.
포항공과대학교 교수를 지냈으며 현재 동교 명예교수이다.
친형 이기령(분자생물학자)·이춘녕(농화학자)·이태령(생화학자)도 대학 교수를 지냈다.

## 학력
- 서울대학교 물리학과 학사(1950년)
- 서독 뮌헨 루트비히 막시밀리안 대학교 대학원 핵물리학과 이학석사(1960년)
- 영국 런던 대학교 대학원 핵물리학과 이학박사(1966년)